# Marcus Antonius Felix
Marcus Antonius Felix war ein römischer Ritter und in den Jahren 52 bis 60 n. Chr. Prokurator von Judäa.

## Leben
Felix dürfte wie sein Bruder Marcus Antonius Pallas, der zu den einflussreichsten Freigelassenen am Hof des Kaisers Claudius gehörte, ursprünglich ein Freigelassener der Antonia minor gewesen sein.
Tacitus erweckt den Eindruck, Felix sei bereits vor dem Jahr 52 Statthalter in Samarien gewesen. Nach schweren Auseinandersetzungen zwischen Juden und Samaritanern hätten sich sowohl er als auch der Prokurator von Judäa und Galiläa Ventidius Cumanus vor dem Statthalter von Syrien Gaius Ummidius Durmius Quadratus verantworten müssen, wobei Cumanus abgelöst und Felix auch die Prokuratur für Judäa übertragen worden sei. Die Forschung geht heute davon aus, dass Felix zuvor ein Kommando über Hilfstruppen innehatte und als Truppenführer in Judäa und Samaria unter Cumanus diente, bevor er als dessen Nachfolger zum Prokurator von Judäa, Galiläa, Samaria und Peräa ernannt wurde.
Tacitus beschreibt das Regiment des Felix als äußerst despotisch. Zu seiner Zeit trat in Judäa ein falscher Prophet auf, den man „den Ägypter“ nannte. Dieser ägyptische Jude zog mit einer großen Anhängerschar zum Ölberg, um die Römer in einem endzeitlichen Gotteskrieg zu besiegen und ihnen die heilige Stadt Jerusalem zu entreißen. Felix brachte dem falschen Propheten allerdings eine vernichtende Niederlage bei. Ferner unterdrückte er messianische Aufstandsbewegungen mit harter Hand und stand Gerüchten zufolge, die Josephus kolportiert, in Verbindung mit dem Mord der Sikarier an dem politisch einflussreichen früheren Hohepriester Jonathan im Jahr 56. Die häufige Eskalation von Unruhen zwischen verschiedenen Bevölkerungsgruppen in Caesarea und die brutale Niederschlagung jüdischer Proteste durch die römische Besatzung sind kennzeichnend sowohl für die sich steigernde allgemeine Unzufriedenheit im Vorfeld des Jüdischen Krieges als auch für den rücksichtslosen Regierungsstil des Felix.
Die biblische Erzählung berichtet in der Apostelgeschichte des Lukas, Kapitel 24, dass Felix den Apostel Paulus in Caesarea Maritima anklagen und für zwei Jahre in Schutzhaft nehmen ließ. Dabei soll er Paulus mehrfach im Gefängnis besucht und sich für dessen Lehre interessiert haben, allerdings aus selbstsüchtigen Motiven, da er gehofft haben soll, von Paulus Bestechungsgelder für eine Freilassung zu erhalten. Bei seiner Abberufung habe Felix den Gefangenen im Kerker zurückgelassen, „weil er den Juden einen Gefallen erweisen wollte“ (Apostelgeschichte 24,27). Vermutlich wollte er auf diese Weise Klagen der jüdischen Obrigkeit über seine Amtszeit beim Kaiser abwenden, die ihm, dessen Karriere unter den neuen politischen Verhältnissen in Rom (die Seilschaft der Freigelassenen hatte mit der Ermordung Kaiser Claudius’ und dem Amtsantritt Neros ihren politischen Einfluss verloren) ohnehin beendet schien, gefährlich werden konnten.
Felix war mit drei Königstöchtern verheiratet, darunter mit Drusilla, einer Tochter von Herodes Agrippa I. und mit Iulia Drusilla, einer Enkelin des Antonius und der Kleopatra.